# Pasiones (álbum de Ednita Nazario)
Pasiones es el título del 12°. álbum de estudio grabado por la famosa cantautora puertorriqueña, Ednita Nazario. Fue lanzado al mercado por la empresa discográfica EMI Latin el 26 de julio de 1994.

## Lista de canciones
| Pasiones |                               |                                |          |  |
| N.º      | Título                        | Escritor(es)                   | Duración |  |
| 1.       | «Gata sin luna»               | Luis Ángel Márquez             | 4:27     |  |
| 2.       | «Díme tú»                     | Sharon Riley · Jonathan Dwayne | 4:09     |  |
| 3.       | «Un beso»                     | Jonathan Dwayne                | 4:04     |  |
| 4.       | «Cómo antes»                  | Luis Ángel Márquez             | 4:15     |  |
| 5.       | «Te sigo esperando»           | Marco Flores                   | 4:13     |  |
| 6.       | «Contra el pasado»            | K. C. Porter · Jonathan Dwayne | 3:48     |  |
| 7.       | «Quiero que me hagas el amor» | Luis Ángel Márquez             | 4:27     |  |
| 8.       | «No voy a llorar»             | Ednita Nazario                 | 3:35     |  |
| 9.       | «Evolución»                   | K. C. Porter · Jonathan Dwayne | 3:44     |  |
| 10.      | «Entre la puerta y el reloj»  | Marco Flores                   | 4:33     |  |
| 11.      | «No puedo olvidarte»          | Jonathan Dwayne                | 4:32     |  |
| 45:27    |                               |                                |          |  |

## Sencillos
1. Quiero que me hagas el amor
2. Te sigo esperando
3. Cómo antes
4. Dime tú
5. Gata sin luna
6. No puedo olvidarte

## Créditos y personal
Producido por Ednita Nazario y K. C. Porter.
- Datos: Q7142143